# Peckia craigi
Peckia craigi är en tvåvingeart som beskrevs av Carroll William Dodge 1964. Peckia craigi ingår i släktet Peckia och familjen köttflugor. Inga underarter finns listade i Catalogue of Life.